# Wawrzyniec Międzyleski
Wawrzyniec Międzyleski, Wawrzyniec z Międzylesia herbu Jastrzębiec, inne formy nazwiska: Miedzieleski, Miedzilewski, Miedzirzeski, Miedzileczki Laurentius, Niedzielski, (ur. przed 1480, zm. 13 maja 1529 w Wilnie) – syn Macieja z Włotowa, pisarz wielki litewski, biskup kamieniecki, dyplomata, sekretarz króla Zygmunta I Starego od 1509 roku, posiadał przywilej kreacji notarialnej.

## Życiorys
W 1493 scholar krakowski, 1501 bakałarz, pisarz kancelarii, 1503 notariusz publiczny, 1509 sekretarz, kanonik, prepozyt kapituły wileńskiej, proboszcz witebski, 1511-1524 pisarz wielkoksiążęcy, 1517 protonotariusz apostolski, pleban witebski, 1517-1523 poseł królewski, 1518 nuncjusz apostolski, kanonik płocki, 1518-1529 biskup kamieniecki.
Pochodził z Mazowsza, z gałęzi Międzyleskich (herbu Jastrzębiec) z Ulatowa, w powiecie przasnyskim. W roku 1493 zapisał się do Akademii Krakowskiej i studiował tam równocześnie z Mikołajem Kopernikiem i Bernardem Wapowskim. W 1501 uzyskał bakalaureat. Po ukończeniu studiów był pisarzem w kancelarii króla Aleksandra, a następnie Zygmunta I. W roku 1509 otrzymał tytuł sekretarza, został kanonikiem, prepozytem kapituły wileńskiej i proboszczem witebskim. W 1513 wyjechał dla uzupełnienia studiów do Włoch (powrót jesienią 1513). W roku 1514 ponownie udał się do Rzymu, gdzie 28 września przedłożył papieżowi Leonowi X memoriał opisujący potęgę turecką. W styczniu 1515 wrócił do Polski z szeregiem poufnych poleceń od prymasa Jana Łaskiego, z którym już dawniej współpracował. W 1517 po raz trzeci wyjechał do Rzymu, tym razem jako poseł królewski w sprawach tureckich (prowadził działalność dyplomatyczną dot. Turcji). Pozyskał sobie zaufanie Leona X, który mianował go protonotariuszem apostolskim i jako nuncjusza wysłał w styczniu roku 1518 do Augsburga, do cesarza Maksymiliana. Kilka miesięcy król Zygmunt I mianował go biskupem kamienieckim i obdarzył kanonią płocką. Od roku 1519 przez kilka lat przebywał na Litwie dla celów dyplomatycznych, umacniał tam polskie wpływy blisko współpracując z królem. W 1523 wyruszył na Mołdawię jako poseł królewski. Od roku 1525 rosło jego znaczenie na dworze królewskim. Był sygnatariuszem aktu traktatu krakowskiego w 1525 roku. 
Był gorliwym protektorem Mazurów. Zmarł 13 maja roku 1529 w Wilnie.
Pochowany w katedrze Św. Stanisława i Św. Władysława w Wilnie.

## Twórczość

### Ważniejsze dzieła
- Descriptio potentiae Turciae. Ordinatio belli contra illam. 1514 (rzeczowa relacja ze stanu politycznego i militarnego ówczesnej Turcji, przedłożona 28 września 1514 papieżowi Leonowi X), wyd. Acta Tomiciana, t. 3 (1853), s. 168-181

### Listy i materiały
- Do J. Łaskiego, prymasa, Pińczów, 10 kwietnia 1515, rękopis Archiwum Kapitulne w Gnieźnie, korespondencja Łaskiego, fasc. II nr 10
- Do J. Łaskiego, Kraków, 10 sierpnia 1527, wyd. Acta Tomiciana, t. 9 (1876), s. 243-245
- Do M. Ferbera, biskupa warmińskiego, Wilno, 5 lipca 1528, wyd. Acta Tomiciana, t. 10 (1898), s. 303-304
- List W. Międzyleskiego i Mikołaja Russockiego do Zygmunta Starego, Warszawa, 1526, wyd. Acta Tomiciana, t. 8 (1860), s. 174-178
- Od H. Łaskiego, Paryż, 22 czerwca 1527, wyd. Acta Tomiciana, t. 9 (1876), s. 219
- 2 listy od P. Tomickiego, dat. 1520 i 2 marca 1529, wyd. Acta Tomiciana, t. 5 (1855), s. 243; t. 11 (1901), s. 67
- Od M. Ferbera, Heilsberg, 4 kwietnia 1529, wyd. Acta Tomiciana, t. 11 (1901), s. 106-107
- Przywilej cesarza Maksymiliana, Augsburg, 25 lutego 1518, wyd. w: B. Paprocki, Herby rycerstwa polskiego, Kraków 1854, s. 167-169; także wyd. K. J. Turowski, Kraków 1858, Biblioteka Polska, zeszyty: 39-42
- Dokument (wyrok w sprawie z J. Decjuszem), dat. w Krakowie 10 sierpnia 1521, wyd. T. Wierzbowski Materiały do dziejów piśmiennictwa polskiego, t. 1, Warszawa 1900
- Dokument z 29 marca 1519, rękopis Archiwum Główne w Warszawie, rachunki król., oddz. I, 47, f. 58 v.
- Zatwierdzenie królewskie dokumentu, wystawionego m.in. przez W. Międzyleskiego, biskupa kamienieckiego, 21 października 1525 w Krakowie, rękopis Ossolineum, dok, nr 71
- wiadomości o innych materiałach podaje W. Pociecha Królowa Bona. (1494-1557). Czasy i ludzie Odrodzenia, t. 2, Poznań 1949, s. 506